# Friedrich Louis Hesse
Friedrich Louis Hesse, auch Friedrich Ludwig Hesse (* 7. Dezember 1849 in Bischofswerda; † 22. Oktober 1906 in Leipzig) war ein deutscher Zahnmediziner.

## Herkunft
Seine Eltern waren der Medizinalrat und Bezirksarzt in Zittau Dr. med. Friedrich Hesse (1817–1897) und dessen Ehefrau Auguste Großmann (1824–1885). Walther Hesse war eines von zwölf Kindern. Sein Bruder Walther Hesse Mediziner und Mikrobiologe.

## Leben
Hesse war Zahnarzt und Direktor der Universitätszahnklinik in Leipzig. Er war außerordentlicher Professor und erster Lehrstuhlinhaber des am 16. Oktober 1884 als Privatunternehmen gegründeten und 1898 verstaatlichten Zahnärztlichen Institutes an der Universität Leipzig. Von 1891 bis 1900 war Hesse Vorsitzender des „Central-Vereins deutscher Zahnärzte“ (CVdZ), der Vorgängerorganisation der heutigen „Deutschen Gesellschaft für Zahn-, Mund- und Kieferheilkunde“ (DGZMK).
Nach Hesse ist die Gesellschaft für Zahn-, Mund- und Kieferheilkunde e.V in Leipzig benannt.
Sein Sohn war Fritz Hesse. Seine Tochter Johanna (1885–1976) heiratete den Apotheker Carl Hermann Long (1875–1945) und war Mutter des Leichtathleten Luz Long.